# Людина у залізній масці (фільм, 1998)
«Людина в залізній масці» (англ. The Man in the Iron Mask) — американський пригодницький фільм за мотивами творів Олександра Дюма (батька). Сюжет частково запозичений з роману «Віконт де Бражелон» і оповідає про в'язня Людовика XIV — «Залізну маску».

## Сюжет
Людовик XIV насолоджується своїм становищем і багатством. У цей час простий народ Франції живе зовсім не так райдужно. Але справжню загрозу для правителя представляє тільки один в'язень. Він навіки приречений гнити в підземеллі, укладений в залізну маску. Колишні мушкетери вирішують звільнити ув'язненого, але успіх операції залежить тільки від рішення Д'Артаньян.

## У ролях
| Актор              | Роль                      |
| ------------------ | ------------------------- |
| Леонардо Ді Капріо | Філіп, Людовик XIV        |
| Гебріел Бірн       | д'Артаньян                |
| Джон Малкович      | Атос                      |
| Жерар Депардьє     | Портос                    |
| Джеремі Айронс     | Араміс                    |
| Анн Парійо         | королева Анна Австрійська |
| Жюдит Годреш       | Крістін Белфорт           |
| Едвард Аттертон    | Лейтенант Андре           |
| Пітер Сарсгаард    | Рауль                     |
| Х'ю Лорі           | П'єр, королівський радник |

## Знімальна група
- Режисер — Рендалл Уоллес
- Сценарист — Рендалл Уоллес
- Продюсер — Рендалл Уоллес, Расселл Сміт, Алехандро Де Леон
- Оператор — Пітер Сушицький
- Композитор — Нік Гленні-Сміт